# 물떼새 격자

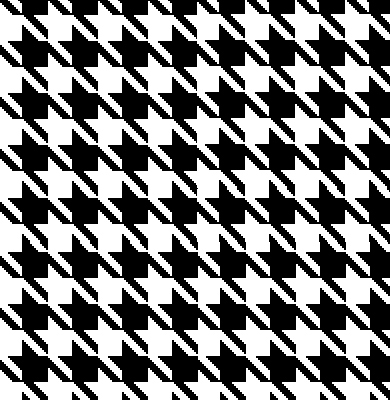

물떼새 격자(일본어: 千鳥格子 치도리고우시[*], 중국어 간체자: 千鸟格, 병음: qiānniǎogé, 영어: houndstooth→사냥개 이빨, 프랑스어: pied-de-poule→암탉의 발)는 일그러진 체크무늬를 가진 2색 무늬다.  테셀레이션의 한 사례다.
가장 오래 된 물떼새 격자는 기원전 15세기 할슈타트 문명의 유물에서부터 발견된다.

## 같이 보기
- 체크무늬
- 타르탄
- 능직